# Malacanthus
Genre
Le genre Malacanthus regroupe plusieurs espèces de poissons perciformes de la famille des Malacanthidae.

## Liste des sous-familles et genres
Selon FishBase (8 décembre 2014), World Register of Marine Species (8 décembre 2014) et ITIS (8 décembre 2014) :
- Malacanthus brevirostris Guichenot, 1848
- Malacanthus latovittatus (Lacepède, 1801)
- Malacanthus plumieri (Bloch, 1786)

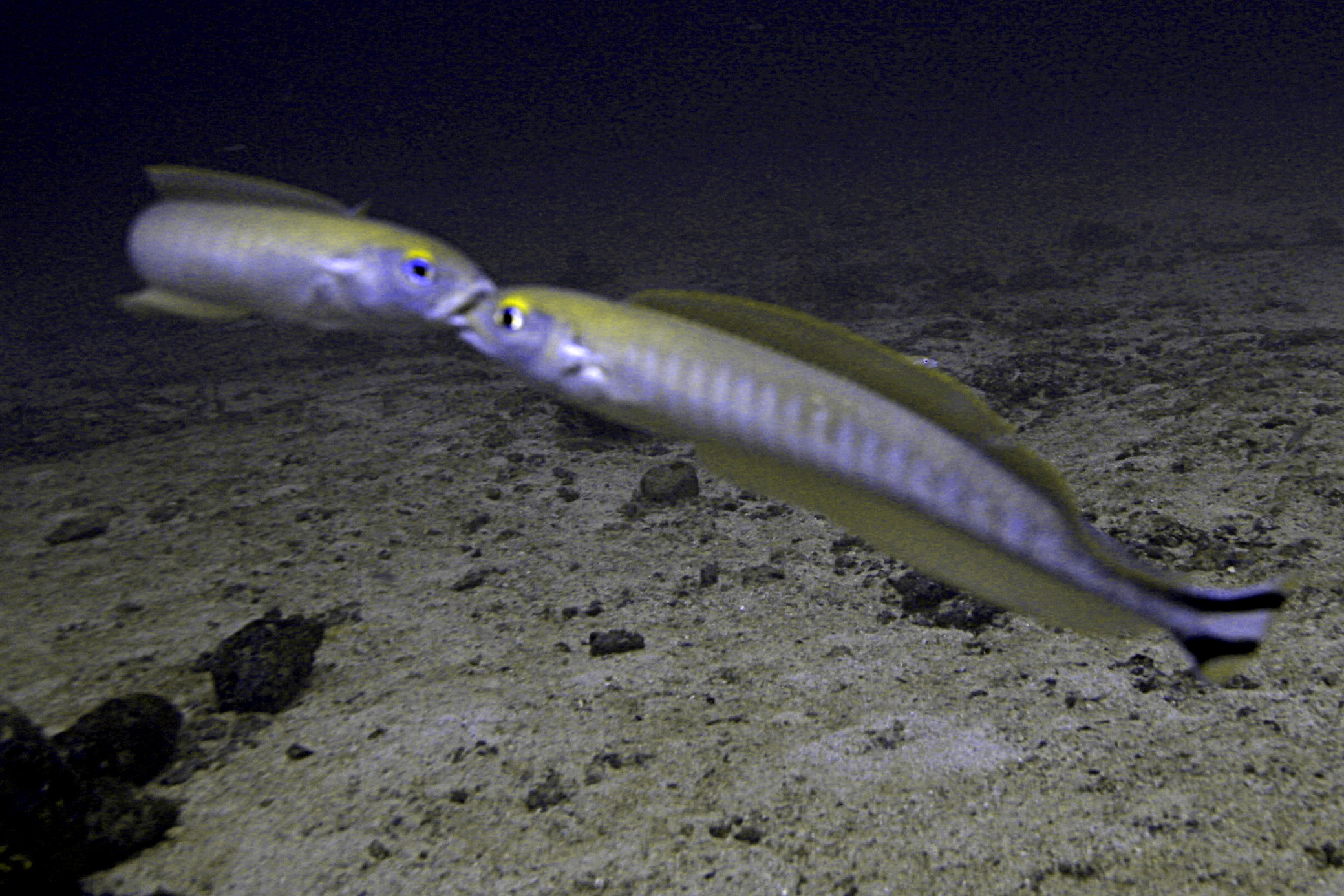
Malacanthus brevirostris
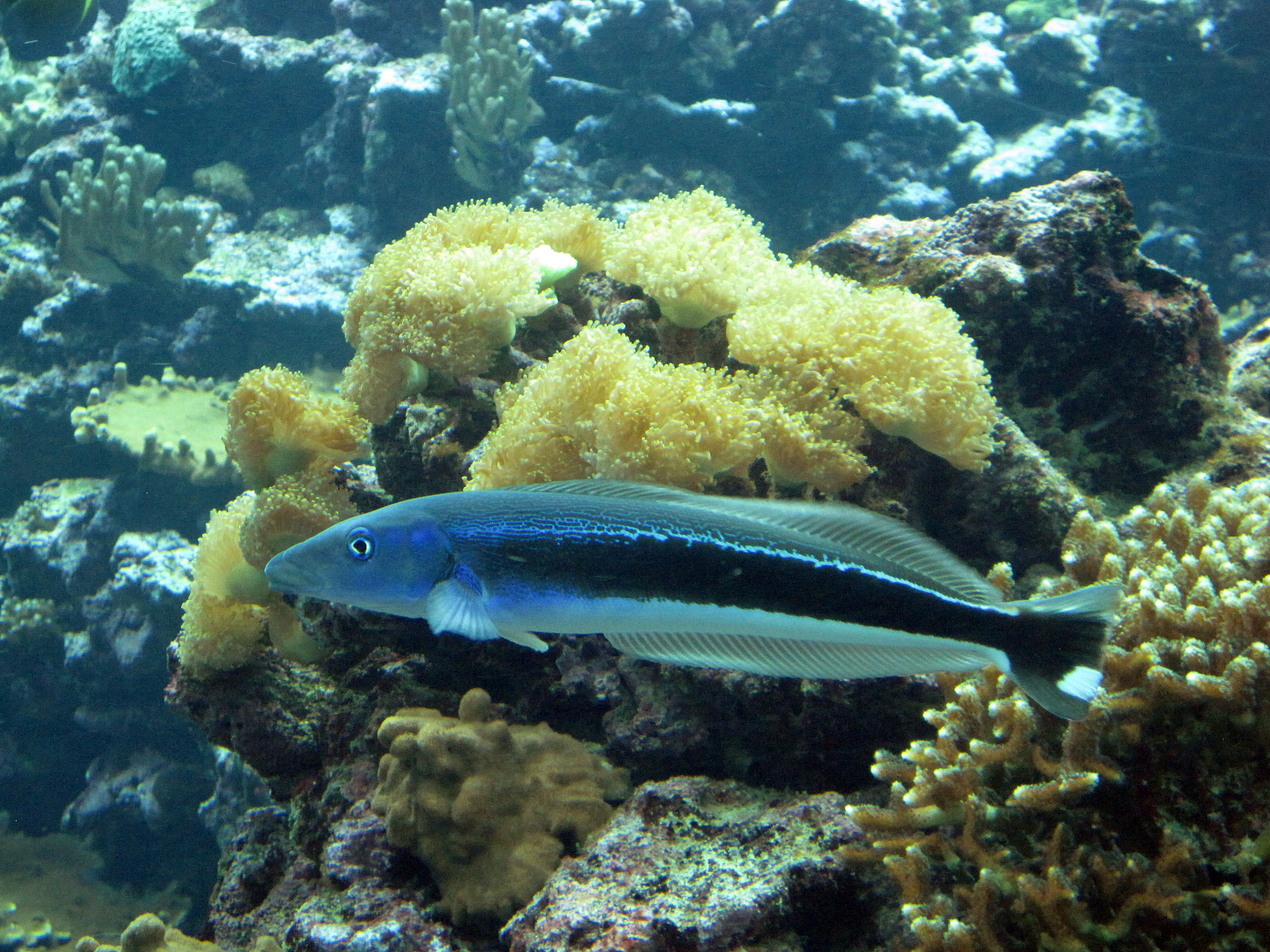
Malacanthus latovittatus
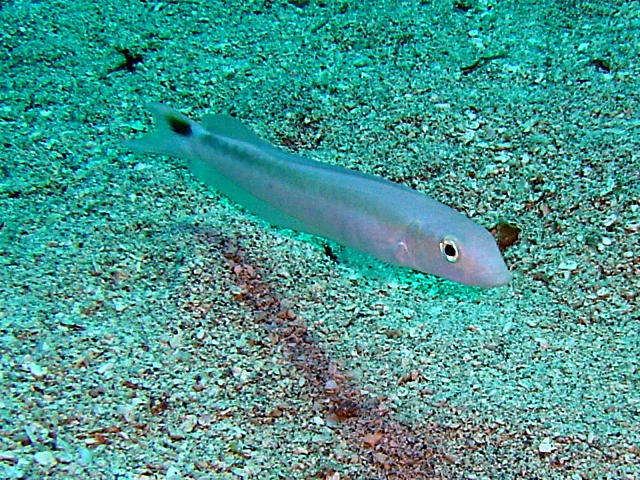
Malacanthus plumieri
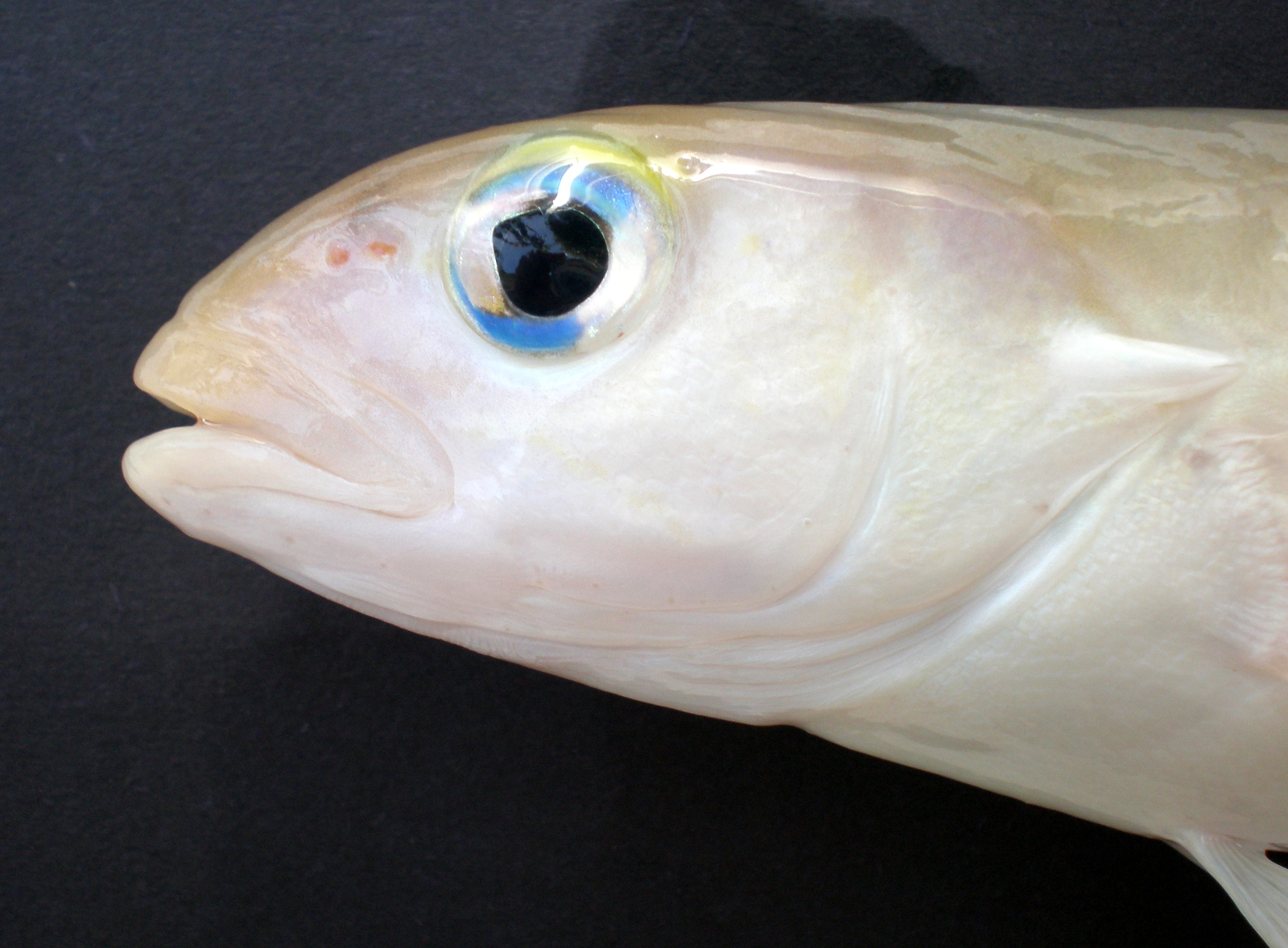
Malacanthus brevirostris de Nouvelle-Calédonie - tête
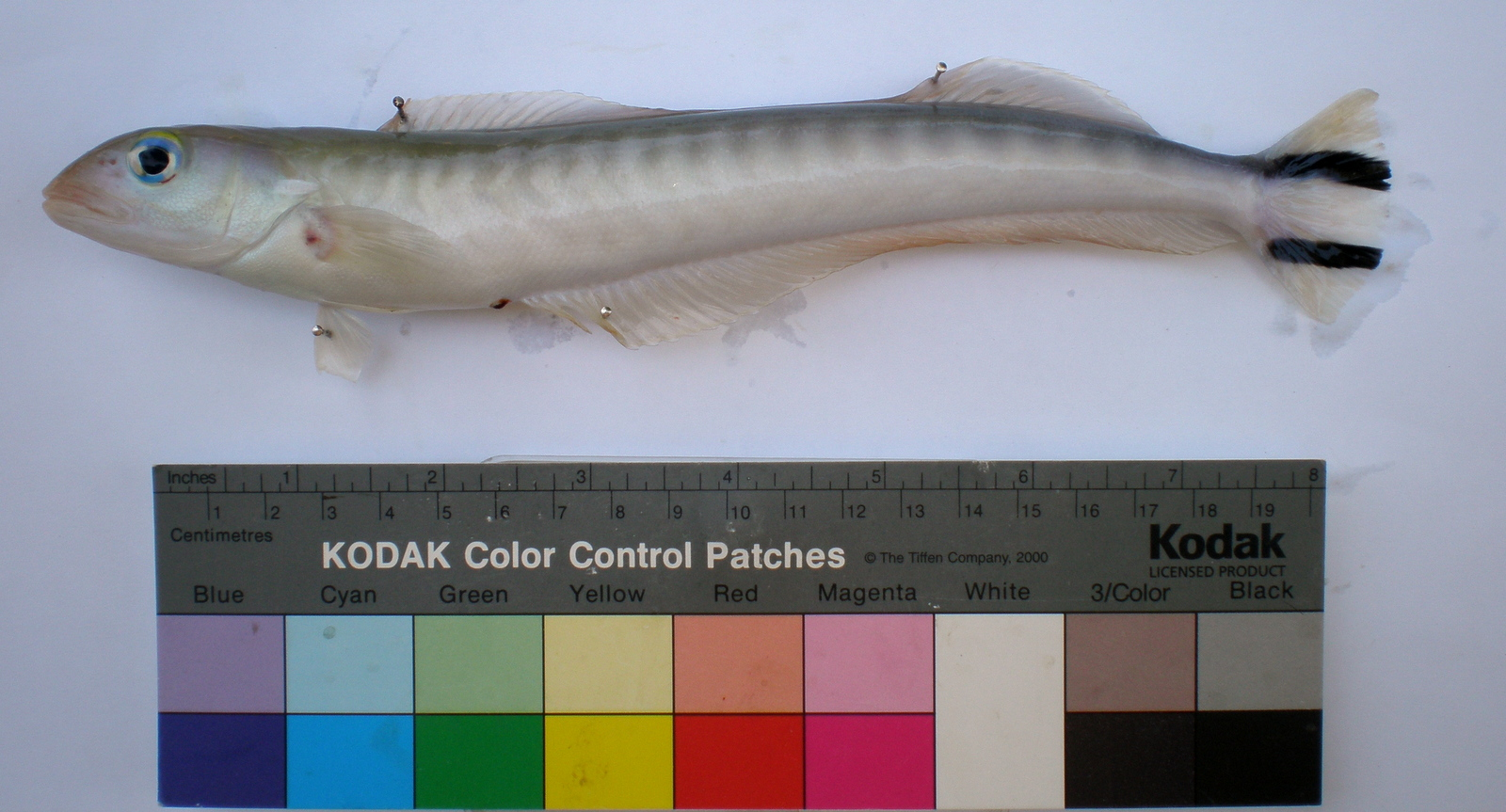
Malacanthus brevirostris de Nouvelle-Calédonie